# 毛特恩多夫
毛特恩多夫是奥地利萨尔茨堡州隆高县的一个市镇。总面积32.71平方公里，总人口1806人，人口密度55.2人/平方公里（2005年）。